# Luke Wilkshire
Luke Wilkshire, né le 2 octobre 1981 à Wollongong, est un ancien footballeur international australien.

## Biographie

### Carrière internationale
Au total, il compte 80 sélections et 8 buts en équipe d'Australie entre 2004 et 2014.